# Stadio comunale di Aixovall
Lo stadio comunale di Aixovall (in catalano Estadi Comunal d'Aixovall), è un impianto sportivo polivalente di Andorra, ad uso prevalentemente calcistico, situato nel villaggio di Aixovall, nei pressi di Sant Julià de Lòria.
Dotato di 1 800 posti a sedere, in passato ha ospitato le gare interne della nazionale andorrana di calcio, fino alla costruzione dello Stadio Nazionale.

## Storia
La capienza ridotta dello stadio ha costretto la Federazione calcistica di Andorra a disputare la partita contro l'Inghilterra, valida per le qualificazioni ad Euro 2008, allo Stadio Olimpico Lluís Companys di Barcellona, avente una capienza di 55.000 posti.
Un gran numero di squadre andorrane gioca le proprie partite interne in questo stadio, tra cui FC Santa Coloma, FC Encamp, Inter Club d'Escaldes, UE Sant Julià, FC Lusitanos la Posa, CE Principat, FC Rànger's e UE Engordany.

## Struttura
L'impianto ha una capienza di 1.800 posti a sedere, è corredato da una pista di atletica e il terreno di gioco è in erba sintetica.